# Coca-Cola HBC
Coca-Cola HBC AG är en schweizisk multinationell dryckestillverkare som producerar och distribuerar olika produkter som läskedrycker, energidrycker, juicer, fruktdrycker och vatten från olika uppdragsgivare, dock främst från den amerikanska multinationella dryckestillverkaren The Coca-Cola Company. Företaget säljer sina drycker i 27 europeiska länder samt i Nigeria.
De har sitt ursprung från 1969 när det grekiska företaget Hellenic Bottling Company grundades efter att blivit tilldelade inhemska dryckesrättigheter från The Coca-Cola Company. I augusti 2000 fusionerades Hellenic Bottling Company med den brittiska dryckestillverkaren Coca-Cola Beverages Ltd och blev då dagens företag med namnet Coca-Cola Hellenic Bottling Company. I oktober 2012 flyttade man sitt huvudkontor från Aten till Zug på grund av den grekiska skuldkrisen och i april året efter fick företaget sitt nuvarande namn.
För 2017 omsatte de omkring €6,5 miljarder och hade en personalstyrka på 29 427 anställda.

## Länder
De säljer i följande länder:
| - Armenien - Bosnien och Hercegovina - Bulgarien - Cypern - Estland - Grekland - Italien - Irland - Kroatien - Lettland | - Litauen - Nordmakedonien - Moldavien - Montenegro - Nigeria - Nordirland - Polen - Rumänien - Ryssland - Schweiz | - Serbien - Slovakien - Slovenien - Tjeckien - Ukraina - Ungern - Vitryssland - Österrike |

## Varumärken
Ett urval av varumärken som de producerar:
- Almdudler
- Bonaqua
- Burn
- Coca-Cola
- Coca-Cola Cherry
- Coca-Cola Light
- Coca-Cola Light med citron
- Coca-Cola Vanilla
- Coca-Cola Zero
- Dr Pepper
- Fanta
- Fanta Light
- Fanta Zero
- Kvass
- Lift
- Mezzo Mix
- Minute Maid
- Nestea
- Powerade
- Relentless
- Sprite
- Sprite Light
- Sprite Zero
- Vitamin Water